# Pietro Aldobrandini
Pietro Aldobrandini, italijanski rimskokatoliški duhovnik, škof in kardinal, * 1571, Rim, † 10. februar 1621, Rim.

## Življenjepis
17. septembra 1593 je bil povzdignjen v kardinala.
Leta 1604 je bil imenovan za nadškofa Ravenne; škofovsko posvečenje je prejel 17. oktobra 1604.